# Hanka (Anna) Zborowska
Hanka (Anna) Zborowska (nacida Anna Sierzpowska; 16 de abril de 1885-2 de septiembre de 1978) fue una marchante de arte proveniente de una familia aristocrática polaca. Con su marido, Léopold Zborowski, jugarían un papel muy importante en el reconocimiento del pintor Amedeo Modigliani.

## Biografía
Anna Sierzpowska fue hija de Maurice Sierzpowski y Josephine Jaczewska.
Sus padres murieron cuando ella aún era una niña. Anna y su hermana Zofia se criaron en Lublin (Polonia) con su tío materno, el doctor Kazimierz Jaczewski. Tras una desilusión amorosa, en 1910 Anna fue a París en busca de su hermana Zofia, que vivía con su pareja François Brabander, quien también era de origen polaco. Su hermana Zofía estudió medicina en París y ambos se casarán en 1916.
Viviendo con su hermana, Anna da clases de polaco, visita museos y participa de la riquísima vida cultural parisina. Muy apreciada por todos, se rodeó de muchos amigos. 
En el invierno de 1915, conoció al poeta y marchante de arte Léopold Zborowski (1889-1932) en el café de la Rotonde en París, justo antes de que éste fuera enviado a un campo de prisioneros civiles. Intercambiarán cartas con frecuencia y, cuando él regresa, ella lo alojará en el apartamento de su hermana y lo ayudará a retomar sus actividades cotidianas.
En su relación nunca se separarán jamás y Anna jugará un papel importante, discreto y, tal vez, poco reconocido en las actividades de su marido. Muy implicada, estrechamente asociada con su trabajo como marchante, le asistirá eficazmente en sus actividades como descubridor de nuevos talentos artísticos y expondrán juntos en la galería rue de Seine. En una de las cartas (fechada el 8 de octubre de 1918), Léopold Zborowski informa a Anna sobre sus actividades comerciales relacionadas con algunas pinturas de Modigliani, de Auguste Renoir y Moïse Kisling, y le hace saber que ha llegado a algunos acuerdos financieros con el gran coleccionista francés Netter.  
Al mismo tiempo, se convertirá en una gran amiga y confidente del pintor Amedeo Modigliani, para quien posará en un total de quince retratos diferentes y algunos dibujos. Muy unida a la pareja, cuidará más tarde de Jeanne Hébuterne y de su hija recién nacida.
En 1918, huyendo de la Primera Guerra Mundial, junto con un pequeño grupo formado por su marido Léopold, Modigliani y Jeanne, Tsuguharu Foujita y su pareja Fernande Barrey, además del pintor Chaïm Soutine, se marchan a Niza y a Cagnes sur Mer en el sur de Francia, donde vivieron durante varios meses. Fue en noviembre de 1918 cuando Jeanne Hébuterne, pareja de Modigliani, dio a luz a una niña llamada Giovanna (Jeanne Modigliani) en la sala de maternidad de Niza. Durante esta estancia en el sur de Francia, Modigliani realizará varios retratos de Anna.
Siete meses después, tras la muerte de Modigliani en enero de 1920, seguida del trágico suicidio de su pareja Jeanne Hébuterne (a los dos días siguientes de la muerte del artista), Anna propondrá a la familia de Amedeo, que vivía en Livorno (Italia), adoptar a la pequeña Giovanna, pero la familia optará por recuperarla y la niña será criada finalmente por su tía, hermana de Eugene, la madre de Modigliani.
Anna continuará después de la muerte de su marido Léopold Zborowski, en marzo de 1932, la venta de pinturas como marchante de arte.
Durante la Segunda Guerra Mundial, su hermana Zofia y el resto de su familia fueron arrestados y luego deportados. Sobre la tumba de su hermana, Anna colocará una placa en memoria de su familia desaparecida en los campos de concentración nazis.
Como reconocimiento a su vida y a su trayectoria profesional, a Anna Zborowska le fue concedido el título de «Caballero de la Orden de las Artes y las Letras», por el Ministerio de Educación Nacional francés, el 2 de mayo de 1957.

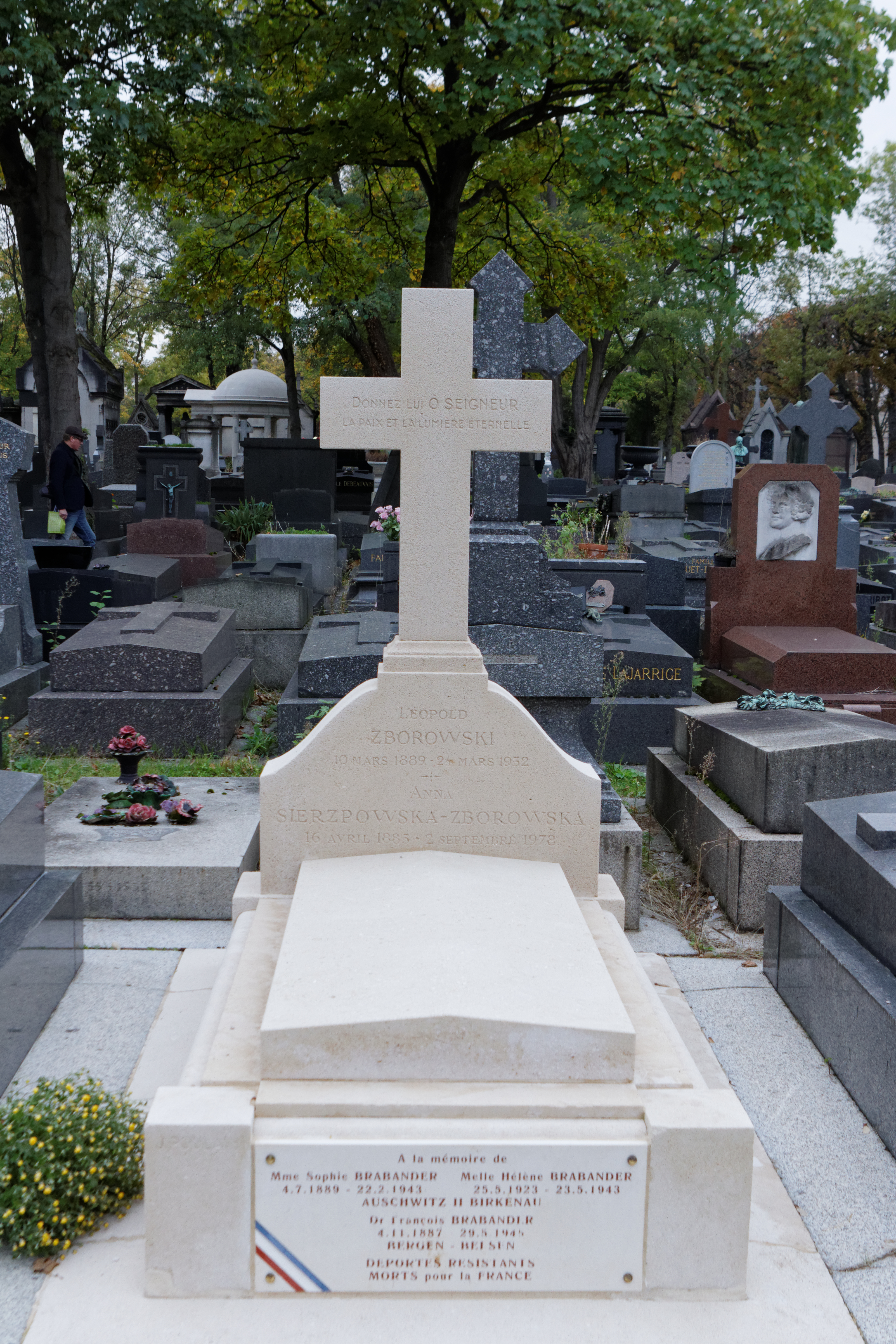
Tumba de Léopold Zborowski y de su esposa Anna Zborowska en el cementerio parisino de Père Lachaise.

 Murió de muerte natural, ya anciana, en los suburbios parisinos de Corbeil-Essonnes el 2 de septiembre de 1978. Su tumba se encuentra en el cementerio parisino de Père-Lachaise (división 89).
A su muerte, Romuald Brabander, su sobrino, reunió a su marido Léopold y a Anna en el mismo panteón. Anna había pedido expresamente antes de morir una tumba blanca decorada con flores del mismo color. Romuald también colocó sobre la tumba una placa conmemorativa por la muerte de los miembros de la familia Brabander: su hermana Zofia, su cuñado Franciszek Brabander y su sobrina Helena, quienes murieron trágicamente durante la Segunda Guerra Mundial. 
Anna escribió unas memorias, poco conocidas, bajo el título: «Modigliani y  Zborowski», publicadas en 2015 por Editions L'Echoppe.

## Algunos retratos famosos de Anna pintados por Amedeo Modigliani
- Hanka Zborowska, de Amedeo Modigliani.[10]
- Retrato de Hanka Zborowska de Amedeo Modigliani, pintado en 1916 o 1917.[11]
- Retrato de Anna Zborowska, Hanka Zborowska sentada en un diván, pintado por Amedeo Modigliani (1917).[12]
- Retrato de Anna Zborowska, de Amedeo Modigliani (1917), en la Galería Nacional de Arte Moderno y Contemporáneo de Roma.[13]·[14]
- Retrato de Hanka Zborowska, de Amedeo Modigliani (1917), en colección particular.[15]
- Madame Zborowska de Amedeo Modigliani (1918) en la Galería Tate de Londres.[16]
- El vestido azul (Hanka Zborowska), de Amedeo Modigliani (1918-1919), en colección privada.[17]
- Retrato de Madame Zborowska, dibujo de Amedeo Modigliani (1919) en el Museo Judío de Nueva York.[18]
- Hanka Zborowska con un candelabro, de Amedeo Modigliani (1919).[19]

## Otros retratos pintados por otros artistas
- Retrato de Anna Zborowska, pintado por Félix Vallotton.[20]
- Retrato de Madame Zborowska, pintado por Maurice Utrillo (1916).[21]
- Retrato de una mujer joven, pintado por el artista franco-japonés Tsuguharu Foujita (1918), en colección privada.[22]
- Madame Zborowska, pintado por André Derain (1919), Museo Nacional de Gales en Cardiff[23] (Reino Unido)·[24]
- Dos retratos de Madame Zborowska, pintados por Moïse Kisling, en 1915 y 1918 respectivamente.[25]